# Pour l'amour du ciel (film, 1950)
Pour les articles homonymes, voir Pour l'amour du ciel.
Pour plus de détails, voir Fiche technique et Distribution.
Pour l'amour du ciel (È più facile che un cammello...) est un film franco-italien réalisé par Luigi Zampa, sorti en 1950.

## Synopsis
Carlo Bacchi, riche industriel romain, est renversé par un camion et meurt. On lui refuse l'entrée au paradis. Le juge céleste lui donne douze heures pour racheter ses fautes en faisant le bonheur d'Amédée Santini, un agent de l'administration judiciaire, qui a tenté de se suicider, à la suite d'une série de revers dont Bacchi est la cause involontaire. Bien que donné pour mort, Carlo se relève donc indemne et s'évertue immédiatement à réparer ses erreurs. Rentré chez lui, il commence à régler ses affaires : il convoque les délégués de son usine et leur octroie toutes leurs revendications et bien plus encore. Il avoue à sa femme qu'il a une maîtresse, ce qui la trouble grandement. Il distribue de l'argent aux pauvres, puis se met en quête de retrouver coûte que coûte Santini, qui est soigné dans un hôpital. Ce dernier émet de plus en plus d'exigences, toujours plus extravagantes, au détriment de sa nièce Maria et de son fiancé Nanni, un modeste plombier.
Il fait une dernière tentative pour satisfaire Santini, en vain. Le délai est écoulé. Bacchi, à nouveau mort, se retrouve devant un juge céleste. Il a échoué avec Santini, mais il a fait le bonheur de sa nièce Maria et de son fiancé. Il sera donc parmi les élus.

## Fiche technique
- Titre : Pour l'amour du ciel
- Titre original : È più facile che un cammello...
- Réalisation : Luigi Zampa assisté de Mauro Bolognini et Giuseppe Colizzi
- Scénario : Cesare Zavattini
- Adaptation : Suso Cecchi D'Amico, Vitaliano Brancati, Diego Fabbri, Giorgio Moser
- Adaptation française : Jean George Auriol, Henri Jeanson
- Dialogues : Henri Jeanson
- Musique : Nino Rota - Éditions Radio Record Riccordi
- Photographie : Carlo Montuori
- Montage : Eraldo Da Roma
- Décors : Gastone Medin
- Son : Ennio Sensi
- Production : Golfiero Colonna (de), Pathé Consortium Cinéma et Società Italiana Cines
- Pays d'origine :  Italie |  France
- Format : Noir et blanc — 35 mm — 1,37:1 — Son : Mono (RCA Sound System)
- Genre : Film dramatique, Film de fantasy
- Durée : 81 minutes
- Dates de sortie : Italie, 19 octobre 1950 ; France, 14 février 1951
- Affiches : Jacques Bonneaud, Guy-Gérard Noël (France)

## Distribution
- Jean Gabin : Carlo Bacchi, l'industriel romain
- Julien Carette : Amédéo Santini, chercheur d'emploi
- Mariella Lotti  (VF : Jacqueline Morane) : Margo Bacchi, la femme de Carlo
- Elli Parvo  (VF : Claire Guibert) : la comtesse Guidi, maîtresse de Carlo
- Antonella Lualdi  (VF : Rolande Forest) : Maria Santini, la nièce de d'Amédéo
- Paola Borboni  (VF : Marie Francey) : Luisa Bacchi
- Carletto Sposito (VF : René Hiéronimus)  : le duc de Sorino
- Elena Altieri : Anna, une invitée
- Tommaso Pallota  (VF : Jean-Pierre Lorrain) : Nanni
- Margo Cella  (VF : Jane Morlet) : Mme Gigliosi
- Nerio Bernardi : M. Gigliosi
- Dante Maggio  (VF : Louis de Funès) : Nicolas Ciabattina, le cordonnier
- Peppino Spadaro : le portier de l'usine
- Maurizio de Bosdari (VF : Fernand Fabre)  : Vittorio
- Bella Starace Sainata  (VF : Cécile Didier) : la tante de Bacchi
- Ciro Bernardi : le gardien de l'usine
- Aristide Catoni : Autista Camion
- Aristido Baghetti  (VF : Paul Ville) : le notaire
- Aldo Bettoni  (VF : Georges Tourreil) : Biamonti
- Antonietta Pietrosi : Anna Bacchi, petite-fille de Carlo
- Piero Pastore : un représentant des ouvriers
- Fausto Guerzoni : un représentant des ouvriers
- Luigi Garone : le mendiant
- Giuseppe Cameriere : Dino Raffaelli
- Reynold Packard : le député Mattioli
- Anna Pabella : Milena
- Enrico Luzzi : un témoin de l'accident
- Bia Valori : un témoin de l'accident
- Franck Colson  (VF : Jacques Berlioz) : M. Travers
- Bruno Corelli : Antonelli
- Giacomo "Mimo" Billi  (VF : René Wilmet) : Ferrari
- Edda Soligo : une infirmière
- Paolo Ferrara : Paolo
- Pietro Verna  (VF : Paul Bonifas) : Monseigneur
- Salvio Libassi : un vigile
- Dino Raffaelli
- Ada Colangeli
- Rio Nobile
- Laura Tiberti
- Marco Tulli
- Gorella Gori
- Ruggiero De Bonis
- Romano Molani
- Adalberto Tenaglia
- Giulio Sabbatini
- Aldo Vasco
- Livia Giorgi
- Dora Fay Kiss
- Benito de Galura
- Gabry Hello
- Attilio Tosato
- Andrès Sorba
- Joop Van Hulzen
- Earl C. Sherry

## Autour du film
- Nicolas Ciabattina, le cordonnier joué par Dante Maggio est doublé en français par Louis de Funès.
- Avec 679 163 entrées en France, Pour l'amour du ciel est un échec commercial lors de sa sortie en salles pour Jean Gabin qui avait aligné deux succès commerciaux d'affilée avec Au-delà des grilles et La Marie du port.